# Воденице на Горњодушничкој реци
 Воденице на Горњодушничкој реци су, комплекс од девет воденица поточара, постављених у низу, којих је некада на овој реци било 17. Оно што овај воденички комплекс чини јединственим у Србији и туристички занимљив је њихова мала удаљеност, бројност на малом простору и сачуван изглед од пре око 300 година, што их и чини јединственим у Србији.

## Положај
Воденице на Горњодушничкој реци налазе се низводно, у низу, на водотоку од Врела у Горњем Душнику до уласка у село Доњи Душник, на падинама Суве планине. Удаљене су пет километара од Јелашничке клисуре, десетак километара од Нишке Бање и двадесетак километара југоисточно од Ниша.
Адмистритативно воденице припадају атару села Горњи и Доњи Душник, у општини Гаџин Хан, у Нишавском управном округу, а географски и туристички Специјалном резервату природе Сува планина.

## Заштита
Као сведоци прошлости Заплања, и југоисточне Србије воденице на Горњедушничкој реци настале су 18/19. века, у потезу од свега две до три хиљаде метара на водотоку који настаје из Горњодушничког врела.
Пре три века саграђено их је 17 и углавном су биле функционисале све до шездесетих година 20. века, када је изградњом модерних млинова за прекрупу, а касније и пшеницу, почело њихово напуштањем а самим тим и пропадање, тако да су од 15 воденица колико их је било у другој половини 20. века, данас у функцији само две.
На вишегодишњу девастацију воденице на Горњодушничкој реци, поред зуба времена, утицала је и чињенице да су поточаре у приватном власништву, као и да их оптерећују бројни нерашчишћени имовински односи.

Да би се стало на пут даљем пропадању овог културног добра 2018. године започета су теренска истраживања воденичног комплекса, као будуће заштићене околине у атару села Горњи и Доњи Душник, у општини Гаџин Хан, у Специјалном резервату природе Сува планина, од стране стручног тима Завода за заштиту споменика културе Ниш, који у својим документима наводи:
Правна заштита Душничких воденица, које представљају симбол читавог Заплања, омогућује стручну заштиту, кроз ефикасније спровеђење свих интервенција на објектима, нове пројекте, неопходно учешће у планирању, обнови, ревитализацији и популаризацији воденица, које годинама привалаче туристе, планинаре, уметнике...
Увршћивањем у културна добра Србије, воденице на Горњодушничкој реци постале су прва заштићена просторна културно-историјска целина овог типа, на простору југоисточне Србије.

## Историја
Прве воденице настале су веома рано, али тачних података када се на простору јужне и источне Србије јављају воденице нема. Један од примера је Царичин град, код Лесковца, где и данас постоје велике бране које су зајазивале две реке, сада потоке, Лалиновачки и Златски. Поред превасходно фортификационе улоге, вода из ових брана коришћена је и за покретање воденица и ваљавица.
Доласком Словена на овој простор у 7. и 8. веку уништене су готово све тековине римске и византијске цивилизације. Требало је да прође веома дуг временски период пре него што су Словени почели са обнављањем запуштених римских објеката, подизањем воденица, ваљавица и самокова за чији рад су, по угледу на друге европске народе, користили природни пад река и речица. Међутим за разлику од Римљана, Словени су уместо јазова користили природни пад река.
У доба Српске средњевековне државе, њихов развој достиго је још већи успон, па је тако Византијски историчар Акрополит записао да су се балкански сељаци хранили хлебом умешеним од јечменог брашна са плевом и пепелом, а према другим изворима млео се и овас, раж и пшеница. Пред крај 15. века, на подручју Нишког кадилука, било је, у 120 села, 195 воденица, 24 ваљавице и 2 динка (млинови за пиринач).
С обзиром да је у Заплању воде било на претек у току целе године, овде су долазили помељари из сврљишких, белопаланачких и заплањских села, а у време великих суша и из Топлице, Добрича и Јужног Поморавља.
Брашном из ових воденица снабдеване су и нишке пекаре. Колико је брашно из ових воденица било квалитетно говори податак да је извесни Воја Голубовић добио златну медаљу на сајму у Лондону 1903. године за брашно из воденице Инатице.
У Доњем Душнику , односно на простора који се од овог места протеже према Горњем Душнику, у општини Гаџин Хан, на једном потезу дужине око 1.500 метара некада је било седамнаест воденица поточара. Данас је од укупног броја сачувана половина (девет воденица). Добар део њих је у лошем стању, а у пристојнијем стању постоје само две воденице, Ћумурана и Брв. И у већини села Нишавског округа воденице су данас углавном напуштене, урушене и ван функције.

## Архитектура
Условљене својом основном наменом, воденице су грађене на Горњодушничкој реци односно у њеној непосредној близини, тако да је овај типа објеката амбијентално  усклађен са природом (окруженe зеленилом).
Њихова архитектура је углавном сведена и подређена функцији. Објекти имају правоугаону или основу у облику слова “Г”. Фасаде су једноставне, рађене у једном или некада у комбинацији више материјала и техника (бондрукопека, са испуном од плетера или кованице и блатног малтера или бондрук-камен). Малобројни прозорски отвори су малих димензија.
Конструктивни склоп воденица није сложен. Доминирају локални материјали. Новији објекти су зидани опеком. Таваница најчешће не постоји, већ се из воденице види кровна конструкција која је дрвена. Кровови су четворосливни или вишесливни, покривени ћерамидом, а код новијих објеката бибер или фалцованим црепом. Подови су дашчани или од набијене земље, реће од бетона. Неке од воденица су претрпеле касније интервенције чиме је у одређеној мери нарушена њихова изворна форма.
У воденицу која је у просеку имала 4 витла, до којих се вода доводила металним букама. У објекат се улазило најчешће на двоја спољна врата.

## Занимљивост
Занимљиво је то што се у воденичном комплеску ништа није променило већ 300 година, кошеви за жито, лопатице којима се жито сипа, точак којим се вода наводи на камен…